# Melanagromyza lacustris
Melanagromyza lacustris este o specie de muște din genul Melanagromyza, familia Agromyzidae, descrisă de Malloch în anul 1934. Conform Catalogue of Life specia Melanagromyza lacustris nu are subspecii cunoscute.